# Baraundha
avant 1549 – 1950
Entités précédentes :
- Raj britannique

Entités suivantes :
- Inde

Baraundha est un ancien État princier des Indes aujourd'hui intégré au Madhya Pradesh.

## Dirigeants:ThâkurpuisRâja
- Thâkur
  - 1790 - 1827 : Mohan Singh
  - 1827 - 1867 : Sarabjit Singh
  - 1867 - 1870 : Dharampal Singh
  - 1870 - 1874 : Chhatarpal Singh (+1874)
  - 1874 - 1886 : Raghubar Dayal Singh (+1886)
  - 1886 - 1908 : Pratap Singh (1847-1930)
- Râja
  - 1908 - 1930 : Pratap Singh
  - 1930 - 1933 : Gaya Prasad Singh (1865-1933)
  - 1933 - 1950 : Ram Pratap Singh